# Brafaso
Brafaso est une brasserie burkinabè lancé en 2002. Elle a été fondée par Panguéba Mohamed Sogli, homme d’affaires burkinabè. Attribué à François Compaoré, frère cadet de Blaise Compaoré, ou encore à Djamila Compaoré, fille de l’ex-président, à peine lancé, la brasserie n’a pas fait longue feu.

## Histoire
Brafao,ou encore ‘’ les Brasserie du Faso’’ est une brasserie Burkinabè. Lancé en 2002, elle a fonctionné jusqu’en 2008 avec beaucoup de difficultés. Des difficultés financières qui ont conduit à sa liquidation après un redressement judiciaire par le Tribunal de Commerce de Ouagadougou par jugement N°129/2011 du 5 juillet 2011.
La Cour d’appel de Ouagadougou par arrêt N°038 du 12 août 2011 a procédé à la liquidation des biens. A la suite de cette liquidation, l’Etat Burkinabè s’est engagé à racheter la totalité des créances. La société devait à 28 créanciers. Entre 2011 et 2012, l’Etat a débloqué 23 974 836 420 FCFA pour rembourser ces créanciers.
Parmi les créanciers figuraient la banque UBA, la Sonabel, la Direction générale des impôts (DGI), la Caisse nationale de sécurité sociale (CNSS). La même année de paie des créances, l’Etat nomme un coordonnateur pour la relance des activités.

## Implication de Djamila Compaoré
En 2006, la fille du Président Djamila Compaoré a été associé comme actionnaire de la société. La modification du statut de la société a permis à Djamila d’entrer dans le capital. Mais les déboires débutent juste après avec l’arrêt total de la société en 2008.

## Relance effective
C’est finalement en 2025 que la relance de Brafaso se concrétise avec le gouvernement de Jean Emmanuel Ouédraogo. sous la nouvelle appellation - La Nouvelle Brasserie du Faso-,,.
A Ziniaré le 30 mai, le Premier Ministre a constaté l’avance des travaux. La vision de la relance de Brafaso est qu’elle soit une société majeure dans la transformation des matières première locales, la création d’emploi et la réduction des importations de boissons.
Plus de 30 milliards de FCFA ont été investi dans sa relance. Le gouvernement burkinabè qu’elle sera une source de création d’emploi.
La réouverture est prévu pour bientôt.